# Andre Dozzell
Andre Leon Dozzell (ur. 2 maja 1999 w Ipswich) – angielski piłkarz grający na pozycji środkowego pomocnika w QPR.

## Sukcesy

### Anglis U19
- Mistrzostwa Europy U-19: 2017[4]